# Austriacka teoria pieniądza
Austriacka teoria pieniądza – integralna część doktryny ekonomicznej szkoły austriackiej.
Podwaliny pod austriacką teorię pieniądza położył Eugen von Böhm-Bawerk w swoich pracach na temat pochodzenia stopy procentowej. Teoria po raz pierwszy została kompleksowo przedstawiona przez Ludwiga von Misesa w dziele The Theory of Money and Credit (Teoria pieniądza i kredytu). Jednym z centralnych twierdzeń książki jest teoremat regresji, który można rozpatrywać jako tezę czysto teoretyczną, lub historyczną. W pierwszym przypadku mówi ona tyle, że ludzie w wyniku swobodnej interakcji na wolnym rynku są w stanie wytworzyć instytucję pieniądza. Jest tak dlatego, że wymiana barterowa generuje wysokie koszty transakcyjne, w związku z czym w interesie każdego z uczestników rynku znajduje się wymiana posiadanych dóbr, na dobro, które łatwo wymienić na inne dobra w kolejnych transakcjach. W ten sposób spontanicznie kształtuje się środek wymiany, który niezależnie od swojej wartości użytkowej uzyskuje wartość wymienną. Środkiem wymiany staje się najczęściej to dobro, które cechuje się materialną trwałością, stabilnością wartości i łatwością podziału na jednostki, na przykład złoto, srebro, muszle itp. Teoremat regresji w swojej wersji historycznej mówi tyle, że pieniądz nie tyle teoretycznie, ale rzeczywiście powstał w wyniku dobrowolnych wymian rynkowych bez zewnętrznej ingerencji państwa.
Austriacka teoria pieniądza, w swojej wersji zaproponowanej przez Misesa, przeciwstawia się ilościowej teorii pieniądza mówiącej, że zmiany całkowitej podaży pieniądza oddziałują tylko na poziom cen. Przedstawiciele szkoły austriackiej twierdzą, że pieniądz nie rozchodzi się w gospodarce w sposób neutralny i płynny. Dodatkowa ilość pieniądza musi odbywać się jakimiś kanałami, zwiększając stopniowo (niejednocześnie) ceny poszczególnych dóbr. Najczęściej zwiększenie podaży pieniądza odbywa się poprzez system bankowy zwiększając w pierwszej kolejności ceny dóbr inwestycyjnych, a w dalszej konsumpcyjnych. Innymi słowy, zgodnie z austriacką teorią pieniądza zmiany ilości pieniądza w gospodarce oddziałują nie tylko na poziom, ale również na strukturę cen.
Przedstawiciele szkoły austriackiej są najczęściej przeciwnikami wszelkich interwencji państwa na rynku pieniądza, twierdząc, że państwo w swoim interesie będzie dążyło do psucia pieniądza, czyli nadmiernego zwiększania jego podaży, co w austriackiej teorii cyklu koniunkturalnego jest jedną z przyczyn cyklu koniunkturalnego w gospodarce. Przeciwdziałać temu ma albo wprowadzenie systemu waluty złotej, albo denacjonalizacja pieniądza, czyli zniesienie monopolu państwa na produkcję pieniądza.